# Ti voglio bene Denver/Piccolo Lord
Ti voglio bene Denver/Piccolo Lord  è il cinquantottesimo singolo discografico di Cristina D'Avena, pubblicato nel 1989. Il brano era la sigla della serie animata omonima, scritta da Alessandra Valeri Manera su musica e arrangiamento di Carmelo Carucci. Sul lato B è incisa la sigla "Piccolo Lord" sigla dell'anime omonimo, scritta dagli stessi autori. La base musicale fu utilizzata anche per la versione francese "Le petit lord" (1989) e per quella spagnola "El pequeño lord" (1991).

## Edizioni
Entrambi i brani sono stati inseriti nella compilation Fivelandia 7 e in numerose raccolte.

## Tracce
Lato A
1. Ti voglio bene Denver – 2:58 (Alessandra Valeri Manera-Carmelo Carucci)

Durata totale: 2:58
Lato B
1. Piccolo Lord – 3:27 (Alessandra Valeri Manera-Carmelo Carucci)

Durata totale: 3:27